# Washington Commanders
Washington Commanders su profesionalni klub američkog nogometa iz Washingtona D.C., a natječu se u istočnoj diviziji NFC konferencije. Klub je osnovan 1932. i dosad je osvojio 5 naslova prvaka. Svoje domaće utakmice od 1997. igraju na stadionu FedExField.

## Povijest kluba

### Od 1932. do 1970.
Momčad je osnovana 1932. u Bostonu u Massachusettsu pod imenom Boston Braves, ali već iduće sezone mijenja ime u Boston Redskins. Svoje prvo finale lige igraju 1936. godine protiv pobjednika zapadne divizije, Green Bay Packersa, ali u njemu gube 21:6. Početkom 1937. momčad seli u Washington, a u momčad dolazi quarterback Sammy Baugh. Predvođeni Baughom, Redskinsi ponovno osvajaju diviziju i u utakmici za naslov prvaka pobjeđuju Chicago Bearse s 28:21 te osvajaju svoj prvi naslov prvaka u povijesti. Tri godine kasnije, Redskinsi i Bearsi su ponovno u finalu. Ovaj put momčad iz Chicaga nadmoćno pobjeđuje, s čak 73:0, što je najveća pobjeda u povijesti lige. Redskinsi su početkom 40-ih uz Bearse jedna od najjačih momčadi lige, a obje momčadi to dokazuju 1942., u svom trećem međusobnom ogledu u finalu u šest godina. Redskinsi do finala dolaze s 10 pobjeda u 11 utakmica, a pobjeđuju i u finalu, s 14:6. Četvrto i posljednje finale Bearsa i Redskinsa u četrdesetima stiže 1943., kada Bearsi pobjeđuju 41:21 i postavljaju omjer s Bearsima u utakmicama za naslov na 2:2. Posljednju priliku za osvajanje naslova Redskinsi imaju 1945. kada u finalu igraju s Los Angeles Ramsima. Međutim, Ramsi dobivaju utakmicu s 15:14, a Redskinsima je to posljenje doigravanje u idućih 25 sezona. 
Kroz pedesete i šezdesete bilježe vrlo slabe rezultate, te od 1946. do 1970. bilježe samo četiri pobjedničke sezone. Najbliže doigravanju bili su 1955. kada s 8 pobjeda osvajaju drugo mjesto u svojoj diviziji, a njihov trener Joe Kuharich biva proglašen za trenera sezone. Redskinsi tek 1962. po prvi put dovode u momčad crnog igrača (running backa Ernieja Davisa, osvajača Heismanovog trofeja), posljednji od svih momčadi lige. Davis odmah biva proslijeđen u Cleveland Brownse, ali za njih nije odigrao nijednu jer mu je bila dijagnosticirana leukemija.

### Od 1971. do 1980.
Bolja vremena za Redskinse dolaze 1971. kada momčad preuzima dotadašnji trener Los Angeles Ramsa George Allen. Allen već prve sezone dovodi momčad do doigravanja (po prvi puta od 1945.) i pritom biva proglašen trenerom sezone. Redskinsi gube u divizijskoj rundi doigravanja od San Francisco 49ersa, ali su već iduće sezone na samom vrhu. Predvođeni linebackerom Chrisom Hanburgerom, wide receiverom Charleyem Taylorom i MVP-em sezone running backom Larryjem Brownom, osvajaju diviziju s 11 pobjeda u 14 utakmica. U doigravanju pobjeđuju Green Bay Packerse i Dallas Cowboyse te dolaze u svoj prvi Super Bowl. Protivnici u Super Bowlu su im te sezone nepobijeđeni Miami Dolphinsi. Dolphinsi s quarterbackom Bobbyjem Grieseom i running backom Larryjem Csonkom svoj niz nastavljaju i u finalnoj utakmici te pobjeđuju Redskinse 14:7. Redskinsi nastavljaju s dobrim igrama do kraja sedamdesetih, te ulaze u doigravanje još tri puta. 

### Tri osvojena Super Bowla od 1981. do 1991.
Možda i najuspješnije doba Redskinsi imaju u osamdesetima. Momčad 1981. preuzima trener Joe Gibbs, a najveći uspjeh kluba u novije doba dolazi odmah iduće sezone. Sezona 1982. bila je skraćena zbog štrajka, te se igralo samo devet utakmica, od kojih Redskinsi pobjeđuju u osam. Redskinse do Super Bowla predvode quarterback Joe Theismann i running back John Riggins, a na tom putu pobjeđuju u doigravanju Detroit Lionse, Minnesota Vikingse i Dallas Cowboyse. U utakmici za naslov igranoj u Pasadeni u Kaliforniji pred više od 100.000 gledatelja, Redskinsi pobjeđuju Miami Dolphinse 27:17 i osvajaju svoj prvi naslov u eri Super Bowla. Trener Gibbs proglašen je za trenera sezone, a Riggins za MVP-a Super Bowla.
Sljedeću sezonu Redskinsi osvajaju diviziju s 14 pobjeda i tako opravdavaju ulogu favorita za osvajanje još jednog naslova. U divizijskoj utakmici doigravanja pobjeđuju Los Angeles Ramse s čak 51:7, a u konferencijskom finalu San Francisco 49erse Joea Montane s 24:21. Ipak, u 18. po redu Super Bowlu pobjeđuju ih Oakland Raidersi koji time osvajaju svoj treći naslov u 8 godina.
Predvođeni defensive endom Dexterom Manleyem, wide receiverom Artom Monkom i jednim od najboljih cornerbacka svih vremena Darrellom Greenom, Redskinsi su u konferencijskom finalu 1986. (gube od New York Giantsa), a 1987. su nakon osvojene divizije ponovno u Super Bowlu. Ovaj put su im protivnici Denver Broncosi quarterbacka Johna Elwaya. Redskinsi pobjeđuju 42:10 i osvajaju drugi Super Bowl i čevrti naslov prvaka ukupno. 
Sljedeće sezone Mark Rypien postaje prvi izbor na mjestu quarterbacka, a možda najbolju sezonu ima 1991. kada predvodi momčad do 14 pobjeda u sezoni i naslova prvaka divizije. Trener Gibbs je proglašen po treći put za trenera godine, a Redskinsi nastavljaju pobjeđivati i u playoffu (izbacuju Atlanta Falconse i Detroit Lionse) i tako dolaze do četvrtog Super Bowla u deset godina. Rypien je izabran za MVP-a Super Bowla u utakmici gdje Redskinsi pobjeđuju Buffalo Billse 37:24, te Redskinsi svojim trećim naslovom od 1982. potvrđuju (uz San Francisco 49erse) status jedne od najboljih momčadi tog doba.

### Era Roberta Griffina III
Treće osvojeno prvenstvo označilo je kraj ere za Redskinse. Momčad do danas ne uspijeva ponoviti te uspjehe, te do 2013. još samo pet puta dolazi u doigravanje. Na draftu 2012. Redskinsi koje vodi trener Mike Shanahan biraju quarterbacka Roberta Griffina III, osvajača Heismanovog trofeja. To se pokazuje kao dobra odluka jer se Redskinsi već u prvoj njegovoj sezoni pojavljuju u doigravanju, a Griffin je proglašen najboljim rookiem sezone u napadu. Međutim, Griffin se ozljeđuje krajem te sezone i ima probleme s ozljedama i tijekom sezone 2013. kada Redskinsi pobjeđuju u samo tri utakmice. Zbog toga trener Shanahan dobiva otkaz, a počekom 2014. za novog trenera je postavljen Jay Gruden.

## Učinak po sezonama od 2008.
| Sezona | Liga | Konferencija | Divizija | Regularni dio sezone | Regularni dio sezone | Regularni dio sezone | Regularni dio sezone | Uspjeh u doigravanju       |
| Sezona | Liga | Konferencija | Divizija | Poz.                 | Pob.                 | Por.                 | Ner.                 | Uspjeh u doigravanju       |
| ------ | ---- | ------------ | -------- | -------------------- | -------------------- | -------------------- | -------------------- | -------------------------- |
| 2008.  | NFL  | NFC          | Istok    | 4.                   | 8                    | 8                    | 0                    |                            |
| 2009.  | NFL  | NFC          | Istok    | 4.                   | 4                    | 12                   | 0                    |                            |
| 2010.  | NFL  | NFC          | Istok    | 4.                   | 6                    | 10                   | 0                    |                            |
| 2011.  | NFL  | NFC          | Istok    | 4.                   | 5                    | 11                   | 0                    |                            |
| 2012.  | NFL  | NFC          | Istok    | 1.                   | 10                   | 6                    | 0                    | poraženi u wild-card rundi |
| 2013.  | NFL  | NFC          | Istok    | 4.                   | 3                    | 13                   | 0                    |                            |
| 2014.  | NFL  | NFC          | Istok    | 4.                   | 4                    | 12                   | 0                    |                            |
| 2015.  | NFL  | NFC          | Istok    | 1.                   | 9                    | 7                    | 0                    | poraženi u wild-card rundi |
| 2016.  | NFL  | NFC          | Istok    | 3.                   | 8                    | 7                    | 1                    |                            |
| 2017.  | NFL  | NFC          | Istok    | 3.                   | 7                    | 9                    | 0                    |                            |
| 2018.  | NFL  | NFC          | Istok    | 3.                   | 7                    | 9                    | 0                    |                            |